# Will Semiconductor
Will Semiconductor Company Limited — китайская бесфабричная компания электронной промышленности, работающая под торговой маркой OmniVision. Входит в пятёрку крупнейших полупроводниковых компаний страны (наряду с HiSilicon Technologies, SMIC, JCET Group и Tsinghua Unigroup / Unisoc). Контрольный пакет акций Will Semiconductor принадлежит основателю компании Юй Жэньжуну, который входит в число богатейших миллиардеров КНР.

## История
Компания основана в мае 2007 года Юй Жэньжуном и Ма Цзяньцю. В мае 2017 года вышла на Шанхайскую фондовую биржу. В мае 2019 года Will Semiconductor завершила приобретение за 2,2 млрд долларов американского разработчика чипов OmniVision Technologies. В 2022 году Will Semiconductor заняла 1659-е место в рейтинге Forbes Global 2000.
Осенью 2023 года Will Semiconductor привлекла 445 млн долларов, разместив свои GDR на Швейцарской бирже.

## Деятельность
Will Semiconductor разрабатывает, проектирует и продаёт микросхемы для смартфонов, планшетов, ноутбуков, электромобилей, дронов, сетевого и медицинского оборудования, бытовой электротехники, устройств виртуальной реальности, систем безопасности и видеонаблюдения. Основная продукция — полупроводниковые приборы и электронные компоненты, в том числе КМОП-фотоматрицы, чипы для модулей цифровых камер, ASIC-чипы, чипы для LCoS-проекторов, интегральные схемы управления питанием, ограничители переходных напряжений, МОП-транзисторы, полевые транзисторы, биполярные транзисторы, диоды Шоттки, пассивные фильтры, малошумные усилители, радиочастотные переключатели, тюнеры, датчики изображения, микроконтроллеры, сенсорные и дисплейные решения.
По итогам 2022 года основные продажи Will Semiconductor пришлись на разработку и проектирование полупроводников и электронных компонентов. На зарубежные рынки пришлось 82,1 % оборота компании, на Китай — 17,9 %. Среди основных клиентов — Huawei и Xiaomi, среди партнёров по производству — TSMC, ASE Group, Xintec, Visera.
Научно-исследовательские центры Will Semiconductor / OmniVision расположены в городах Шанхай, Пекин, Сиань, Ухань и Шэньчжэнь (Китай), Тайбэй и Синьчжу (Тайвань), Киото, Нагоя и Иокогама (Япония), Сеул (Южная Корея), Сингапур (Сингапур), Бангалор (Индия), Санта-Клара, Ирвайн, Луисвилл и Даллас (США), Лёвен и Мехелен (Бельгия), Осло (Норвегия). OmniVision (Санта-Клара) имеет дочерние компании OmniVision Technologies (Шанхай) и OmniVision Semiconductor (Шанхай).

## Акционеры
Основными акционерами Will Semiconductor являются Юй Жэньжун (30,37 %), SMIC Tech Equity Invetment Fund Management (7,55 %), China Asset Management (2,73 %), Чэнь Цзиньсун (2,65 %), CPIC Fund Management (1,18 %), Lion Fund Management (1,13 %), Guotai Asset Management (1,06 %), Summitview Capital (1 %), Seagull Equity Investments (0,97 %) и Цзи Ган (0,48 %).